# غذای ارگانیک
غذای ارگانیک یا غذای زیستی (واژه مصوب فرهنگستان) (محصولات ارگانیک)، به فراورده‌های کشاورزی گفته می‌شود که در تولید و فرآوری آن از کودهای شیمیایی، سموم، هورمون‌ها و دگرگونی‌ها و دست‌کاری‌های ژنتیکی استفاده نشود و همه مراحل تقویت زمین، کاشت و داشت و برداشت با استفاده از نهاده‌های طبیعی (همچون کود زیستی، کمپوست‌ها، حشرات سودمند، ریزاندامگان کارآ) باشد. واژه آلی پیش از این در فارسی معادل ارگانیک بوده‌ است.

## بازار محصولات ارگانیک در جهان
تقاضا برای غذای ارگانیک عمدتاً ناشی از دغدغهٔ سلامت فردی و محیط زیست است. فروش جهانی غذای ارگانیک از سال ۲۰۰۲ به بعد ۱۷۰ درصد افزایش داشته و در سال ۲۰۱۱ به بیش از ۶۳ میلیارد دلار رسیده‌است. محصولات ارگانیک معمولاً ۱۰ تا ۴۰ درصد نسبت به محصولات معمولی گران‌تر هستند.
اگرچه غذای ارگانیک، ۱ تا ۲ درصد کل تولید جهانی غذا را تشکیل می‌دهد، بازار فروش غذای ارگانیک به سرعت و به میزان ۵ تا ۱۰ درصد سهم بازار غذا در حال گسترش است.

### آسیا
تولید و مصرف محصولات ارگانیک در آسیا سریعاً در حال رشد است و هر دو کشور هند و چین به تولیدکنندة جهانی غذای ارگانیک تبدیل شده‌اند و تعدادی از کشورها به‌خصوص ژاپن و چین، مصرف‌کنندگان بزرگ غذا و نوشیدنی ارگانیک هستند. عدم همخوانی میان عرضه و تقاضا به ایجاد صنعت غذای ارگانیک دولایه‌ای منجر شده‌است و محصولات ارگانیک اصلی مثل لبنیات و گوشت از استرالیا، اروپا، زلاند نو و آمریکا صادر می‌شود و این صادرات به سرعت در حال افزایش است.
- چین

بازار داخلی غذاهای ارگانیک در چین، چهارمین بازار بزرگ در جهان است. مرکز گسترش غذای ارگانیک در چین، میزان فروش داخلی محصولات غذای ارگانیک را حدود ۵۰۰ میلیون دلار آمریکا (در سال ۲۰۱۳) برآورد کرده‌است. پیش‌بینی شد این رقم در سال ۲۰۱۴ از ۳۰ تا ۵۰ درصد رشد داشته باشد. در سال ۲۰۱۵، غذاهای ارگانیک، حدود ۱ درصد کل بازار غذای چین را تشکیل می‌دهند.
- ژاپن

در سال ۲۰۱۰، بازار ارگانیک ژاپن، حدود ۳/۱ میلیارد دلار تخمین زده شد.

### آمریکا
در سال ۲۰۱۲ کل بازار غذای ارگانیک در آمریکا حدود ۳۰ میلیارد دلار بود.
غذای ارگانیک، رو به رشدترین بخش صنعت غذای آمریکاست.
فروش غذای ارگانیک در اوایل دهة ۲۰۰۰، سالانه ۱۷ تا ۲۰ درصد رشد داشته‌است، در حالی که این مقدار برای غذای معمولی، حدود ۲ تا ۳ درصد در سال بوده‌است. بازار غذای ارگانیک آمریکا در سال ۲۰۱۱، ۵/۹ درصد رشد داشت و نخستین بار از مرز ۳۰ میلیون دلار گذشت.
در سال ۲۰۰۳، محصولات ارگانیک در حدود ۲۰ هزار مرکز فروش غذای طبیعی و ۷۳ درصد از مراکز فروش خواروبار معمولی در دسترس بودند.
محصولات ارگانیک حدود ۷/۳ درصد از کل فروش غذا و نوشیدنی و ۴/۱۱ درصد از تمام فروش غذا و میوه را در سال ۲۰۰۹ تشکیل می‌داد.
در سال ۲۰۰۳، دو سومِ کل شیر و خامهٔ ارگانیک و نیمی از کل پنیر و ماست ارگانیک از طریق سوپرمارکت‌های معمولی به فروش می‌رسید.
در سال ۲۰۱۲، بیشترِ فرآوری مستقل غذای ارگانیک در آمریکا را مؤسسات چندملیتی در دست داشتند.

### کانادا
فروش غذای ارگانیک در سال ۲۰۰۶ به بیش از یک میلیارد دلار رسید که ۹/۰ درصد از فروش غذا در کانادا بود. در سال ۲۰۱۲ فروش غذای ارگانیک در کانادا به سه میلیارد دلار رسید.
فروش غذای ارگانیک در مغازه‌های خواروبارفروشی در سال ۲۰۰۶ نسبت به سال ۲۰۰۵، ۲۸ درصد رشد کرد.

### اروپا
- دانمارک

در سال ۲۰۱۲، محصولات ارگانیک حدود ۸/۷ درصد از کل بازار خرده‌فروشی در دانمارک را تشکیل می‌داد که این بالاترین سهم بازار ملی در جهان است. بسیاری از مؤسسات دولتی خود را ملزم به خرید مقداری غذای ارگانیک کرده‌اند و در کپنهاگ، ۷۵ درصد از تمام غذایی که در مؤسسات دولتی سرو می‌شود، ارگانیک است. یک طرح دولتی با این هدف تدوین شده‌است که تا سال ۲۰۲۰، شصت درصد از تمام غذایی که در مؤسسات دولتی کشور سرو می‌شود، ارگانیک باشد.
- اتریش

در سال ۲۰۱۱، حدود ۴/۷ درصد از تمام محصولات غذایی فروخته‌شده در سوپرمارکت‌های اتریش، ارگانیک بودند. در سال ۲۰۰۷، حدود ۸۰۰۰ محصول ارگانیک مختلف در دسترس بودند.
- ایتالیا

از سال ۲۰۰۰، مصرف مقداری غذای ارگانیک در مدارس و بیمارستان‌های ایتالیا، اجباری است. یکی از قوانین که در سال ۲۰۰۵ اجرا شد، صریحاً اعلام می‌کند که غذای موجود در کودکستان‌ها و دبستان‌ها باید ۱۰۰ درصد ارگانیک باشد و به‌طور کلی، غذای مدارس، دانشگاه‌ها و بیمارستان‌ها باید حداقل ۳۵ درصد ارگانیک باشد.
- لهستان

در سال ۲۰۰۵، هفت درصد از مصرف‌کنندگان لهستانی، غذایی را می‌خریدند که مطابق مقررات اتحادیه اروپا (EU-Eco-regulation) تولید شده بود. ارزش بازار ارگانیک حدود ۵۰ میلیون دلار (۲۰۰۶) برآورد می‌شود.
- رومانی

۷۰ تا ۸۰ درصد محصولات ارگانیک محلی یعنی حدود ۱۰۰ میلیون یورو در سال ۲۰۱۰، صادر می‌شود. بازار محصولات ارگانیک در سال ۲۰۱۰ به ۵۰ میلیون دلار رسید.
- اوکراین

اوکراین در سال ۲۰۰۹، از نظر زمین زیر کشت غذای ارگانیک، در ردة بیست و یکم جهانی بود. بیشتر غذای ارگانیک صادر می‌شود و برای تقاضای بازار روبه‌رشد داخلی، محصولات ارگانیک کافی در دسترس نیست. میزان تقاضای بازار داخلی در سال ۲۰۱۱، حدود ۵ میلیارد دلار تخمین زده شد. چندین نظرسنجی نشان می‌دهد که اکثریت جمعیت اوکراین تمایل به پرداخت پول بیشتر برای خرید غذای ارگانیک را دارد. از سوی دیگر، بسیاری از اوکراینی‌ها، جالیزهای خانگی خود را حفظ کرده‌اند که تولیدی جالیزها را هم باید به میزان تولید غذای ارگانیک اضافه کرد.
قانون تولید ارگانیک که در آوریل ۲۰۱۱ به تصویب پارلمان اوکراین رسید، استفاده از جانداران دستکاری‌شده ژنتیکی (GMO) یا محصولات حاوی آنها را ممنوع کرد. اما این قانون به تصویب رئیس‌جمهور نرسید و خود پارلمان آن را ملغی کرد، اما از سال ۲۰۱۲ تلاش‌هایی برای تصویب قانون جدید در جریان بوده‌است.
- انگلستان

فروش غذای ارگانیک از حدود ۱۰۰ میلیون پوند در سال ۱۹۹۴ به حدود ۲/۱ میلیارد پوند در سال ۲۰۰۴ رسیده‌است (با ۱۱ درصد افزایش در ۲۰۰۳). در سال ۲۰۱۰، فروش محصولات ارگانیک ۹/۵ درصد کاهش یافت و به ۷۳/۱ میلیارد دلار رسید. ۸۶ درصد از خانوارها، محصولات ارگانیک را خریداری می‌کنند که مهم‌ترین‌شان عبارتند از: لبنیات (۵/۳۰ درصد از فروش) و میوه و سبزیجات تازه (۲/۲۳ درصد از فروش). ۲/۴ درصد از زمین‌های کشاورزی انگلستان، به صورت ارگانیک مدیریت می‌شود.

### کوبا
پس از سقوط اتحاد شوروی در سال ۱۹۹۱، محصولات کشاورزی که قبلاً از کشورهای بلوک شرق خریداری می‌شد، دیگر در دسترس نبود و بسیاری از کشاورزان کوبایی، به ناچار، به روش‌های ارگانیک روی آوردند. در نتیجه، کشاورزی ارگانیک، یک روند عمده در کوبا بوده‌است، در حالی که در کشورهای دیگر، یک روند جایگزین است. اگرچه برخی محصولات کوبایی که نام ارگانیک دارند، برخی شرایط استاندارد در کشورهای دیگر را رعایت نمی‌کنند (مثلاً اصلاح ژنتیکی شده‌اند)، اما کوبا انواع مرکبات و آب مرکبات را به بازارهای اروپایی صادر می‌کند که مطابق استانداردهای ارگانیک اتحادیة اروپا هستند. بازگشت اجباری کوبا به روش‌های ارگانیک می‌تواند این کشور را به عرضه‌کنندة جهانی محصولات ارگانیک تبدیل کند.